# Becket Hill State Park Reserve
Becket Hill State Park Reserve (auch: Beckett Hill) ist ein State Park im US-Bundesstaat Connecticut auf dem Gebiet der Gemeinde Lyme. Die Parkfläche von 105 ha (260 acre) wurde dem Staat Connecticut 1961 vom George Dudley Seymour Trust geschenkt und wurde der 76. State Park. Er wird als Walk-in park geführt und bietet Möglichkeiten zum Wandern und Picknicken.

## Geschichte
Becket Hill State Park Reserve wurde nach einem frühen Siedler mit Namen Becket  benannt. Das Land gehörte zum Stammesgebiet der Niantic. Der State Park wurde eingerichtet, um den Berg zu erhalten. Im Gegensatz zum umliegenden Nehantic State Forest, fehlen Becket Hill jedoch bequeme Zugangsmöglichkeiten und so verwandelt sich der Park langsam in den Naturzustand zurück. 1961 erwarb der George Dudley Seymour Trust das Land und schenkte es dem Staat. Beckett Hill wurde 1962 das erste Mal im Connecticut Register and Manual mit „260 acres of undeveloped land“ aufgeführt.

## Geographie
Becket Hill liegt zwischen dem Südufer von Norwich Pond und dem Nord-nordöstlichen Ufer von Uncas Lake. Uncas Lake wurde nach  Uncas, dem Sachem der Mohegan benannt. Ein kleiner Bach (Falls Brook) verläuft zwischen den beiden Seen und bildet wohl teilweise die nördliche Grenze zwischen PArk und State Forest. Östlich des Parks verläuft der Grassy Hill Brook, der einige Quellen von Becket Hill aufnimmt und südlich des Parks in Roger's Lake mündet.

## Freizeitmöglichkeiten
Die Freizeitmöglichkeiten im Park umfassen Campen und Wandern. Becket Hill State Park Reserve ist ein „undeveloped walk-in park“: das heißt, das Connecticut Department of Energy and Environmental Protection verzeichnet keine Einrichtungen und bietet keine Projekte an. Die Oh Ranger-Website führt Picknicken als Aktivität, schreibt aber auch, dass Besucher die Parkverwaltung anfragen sollen, wenn sie dort wandern möchten. The Day schreibt: „wenn man nur wandern will, dann ist dieses unentwickelte Gebiet ausreichend.“ Auch die Parkgrenzen sind nicht gekennzeichnet. An Norwich Pond und Uncas Lake gibt es Bootsrampen von Nehantic State Forest aus. Es sind aber keine Motorboote zugelassen. Es werden regelmäßig Bachsaiblinge, Forellen und Regenbogenforellen eingesetzt und natürlich vorkommende Fischarten sind Forellenbarsch, Amerikanischer Flussbarsch und Sonnenbarsche.
Zugänge zum Park sind über die Connecticut Route 156 möglich, allerdings muss dazu noch Nehantic State Forest durchquert werden. Die Oh Ranger's-Website empfiehlt Zugänge vom U.S. Highway 1.